# Willem van Brederode (1380-1451)
Willem van Brederode (1380 – Frankrijk, 1451) was een belangrijke Hoekse leider tijdens de Hoekse en Kabeljauwse twisten. Hij was heer van Steyn en Merwede, zegelbewaarder van de gravin van Holland en graaf van Gennep (een heerlijkheid die in 1441 werd verkocht aan de familie Van Loon-Heinsberg). Hij was tussen 1417 en 1438 heer- en bestuurder van Brederode, Vianen, Ameide en andere bezittingen totdat zijn neef Reinoud II van Brederode volwassen was en in staat was om de goederen te besturen.

## Biografie
Hij was een zoon van Reinoud I van Brederode en Jolanda van Gennep van der Eem. Zijn vader zag voor hem als vierde zoon een toekomst weggelegd als kerkbestuurder, maar door omstandigheden verliep dit anders. Na het overlijden van Reinoud I koos de oudste zoon Dirk voor een leven als monnik, waarna Jan heer van Brederode werd. Tussen 1400 en 1402 deed Willem mee aan de bezetting van Stavoren, maar nadat zijn broer Walraven enige tijd gevangen werd gehouden door de Friezen, kreeg Willem ook de verantwoordelijkheid als kapitein van Stavoren, een functie die zijn broers Jan en Walraven ook hadden gedeeld. Willem werd in 1402 tot ridder geslagen door Willem VI van Holland. In 1401 besloot Jan af te treden als heer van Brederode en gaf het stokje over aan Walraven. Tijdens het beleg van Gorinchem in 1402 werd zijn broer Walraven gevangen genomen door de heer van Arkel. Nu was Willem als enige over om de schuldenlast van zijn broer te moeten dragen, met twee broers in het klooster en één gevangen was dit een bijzondere situatie. Albrecht van Beieren regelde een huwelijk voor hem met de negenjarige Margriet van der Merwede, waarbij Willem van Brederode al 23 was.
In 1417 aanvaardde hij de voogdij over de minderjarige kinderen van zijn net overleden broer Walraven I van Brederode. Willem was een verwoede Hoek en steunde Jacoba van Beieren in haar erfrechten op Holland en Zeeland, hij was aanwezig bij het beleg van Haarlem als leider van de vloot die langs het Spaarne gelegen lag. Kort daarop moest hij toezien, hoe het ouderlijk slot Brederode door de Kabeljauwen uit Haarlem werd verwoest (1426).
Hij verloor een zeeslag bij Wieringen op 8 september 1427 als admiraal-kapitein van een "Hoekse vloot", maar verkreeg zijn vrijheid vanwege zijn adellijke afkomst. De opvoeding van de kinderen van Walraven II (het ging hier om Reinoud II en Gijsbrecht) kwam merendeels in handen van zijn vrouw Margaretha, omdat Willem diverse keren in gevangenschap geraakte.
Van Brederode huwde met Margaretha van Merwede en Stein. Zij was de dochter van Daniël VII van Merwede, dijkgraaf van de Groote Waard in Zuid-Holland en heer van Steyn. Het huwelijk bleef echter kinderloos. Opnieuw vrijgelaten trok hij in 1450 met zijn vrouw naar Rome om een jubilee-aflaat te verdienen. Op de thuisreis zijn beiden in Frankrijk enkele dagen na elkaar aan de pest gestorven. Willem was 71 jaar oud toen hij overleed.